# 820 Adriana
A 820 Adriana (ideiglenes jelöléssel 1916 ZB) a Naprendszer kisbolygóövében található aszteroida. Max Wolf fedezte fel 1916. március 30-án.